# 中臣東人
中臣 東人（なかとみ の あずまひと）は、奈良時代の貴族。中納言・中臣意美麻呂の子。官位は従四位下・刑部卿。

## 経歴
和銅4年（711年）正七位上から五階の昇叙を受け従五位下に叙爵。元正朝において、養老2年（718年）式部少輔、養老4年（720年）従五位上・右中弁に叙任。この間の養老5年（721年）伊勢神宮幣帛使発遣に際して、中臣として奉仕している。
神亀元年（724年）聖武天皇の即位に伴い、正五位下に叙せられる。聖武朝では兵部大輔などを務める一方、神亀3年（726年）正五位上、天平5年（733年）従四位下と累進した。
『万葉集』第4巻に阿倍女郎との相聞歌1首を残している。 

## 官歴
『続日本紀』による。
- 時期不詳：正七位上
- 和銅4年（711年） 4月7日：従五位下（越階）
- 養老2年（718年） 9月19日：式部少輔
- 養老4年（720年） 正月11日：従五位上。10月9日：右中弁
- 神亀元年（724年） 2月22日：正五位下
- 神亀3年（726年） 正月21日：正五位上
- 天平4年（732年） 10月17日：兵部大輔
- 天平5年（733年） 3月14日：従四位下
- 時期不詳：刑部卿[2]

## 系譜
「中臣氏系図」（『群書類従』巻第62所収）による。
- 父：中臣意美麻呂
- 母：藤原斗売娘 - 藤原鎌足の娘
- 妻：不詳
  - 長男：中臣安麿
  - 次男：中臣伊度麿
  - 三男：中臣国守
  - 四子：中臣古麿
  - 五子：中臣家守
  - 男子：中臣嶋守
  - 男子：中臣宅守
  - 八男：中臣宮主
  - 九子：中臣占部
  - 男子：中臣宅門
  - 男子：中臣総主